# كأس الدوري الياباني 2016
كأس الدوري الياباني 2016 (باليابانية: 2016年のJリーグカップ) هو الموسم 24 من كأس الدوري الياباني. أشرف على تنظيمه دوري الدرجة الأولى الياباني، وكان عدد الأندية المشاركة فيه 18، وفاز فيه أوراوا رد دايموندز.